# ヴィトール・ペレイラ
ヴィトール・マヌエル・デ・オリヴェイラ・ロペス・ペレイラ（Vítor Manuel de Oliveira Lopes Pereira、1968年7月26日 - ）は、ポルトガル・ポルト出身の元サッカー選手、サッカー指導者。

## 経歴
29歳で現役を退いた後、ユースチームや下部クラブを率い実績を積む。2010年、FCポルトのアシスタント・コーチに就任し、アンドレ・ビラス・ボアス監督の右腕として、リーガ・ゾン・サグレス、タッサ・デ・ポルトガル、UEFAヨーロッパリーグ 2010-11の3冠達成に貢献した。
2011年6月21日、内部昇格という形でFCポルトの監督に就任。初采配となったスーペルタッサ・カンディド・デ・オリベイラのヴィトーリア・ギマランイス戦 (2-1) では見事勝利を収めるなど、好発進に成功したかと思えたが、采配、選手起用に徐々に自分の色を出し始め、主力の一人であったラダメル・ファルカオの退団を招いてしまった。その結果、リーガ・ゾン・サグレスでは成績不振、タッサ・デ・ポルトガルの4回戦で格下アカデミカ・コインブラ戦 (0-3) でのまさかの惨敗、UEFAチャンピオンズリーグ 2011-12ではグループリーグ3位となり、UEFAヨーロッパリーグ 2011-12の決勝トーナメント1回戦に回ったが、マンチェスター・シティFCにあっさり敗れるなど批判に晒された。それでも自らの信念を貫きリーガ・ゾン・サグレス2連覇を達成した。
2013年6月9日、2年契約でサウジアラビアのアル・アハリ・ジッダの監督に就任することが発表されたが1年で解任された。
2015年1月7日、オリンピアコスFCの監督に就任した。
2017年1月1日、TSV1860ミュンヘンの監督に就任した。
2017年12月12日、上海上港集団足球倶楽部の監督に就任。1年目の2018年にリーグ制覇を成し遂げ、翌年の2019年にはスーパーカップを制覇した。2020年シーズンはリーグ4位に終わり、12月31日に退任した。
2021年7月2日、フェネルバフチェ2年契約で復帰。しかし、リーグ首位のトラブゾンスポルに勝ち点14の差をつけられ、12月20日に解任された。1か月後、エヴァートンFCのオーナーであるファルハド・モシリから監督候補として挙げられたが、フランク・ランパードの監督就任を望んでいたファンからは非難された。
2022年2月23日、コリンチャンスの監督に年末までの契約で就任。
2023年、CRフラメンゴの監督に就任。
2024年2月4日、アル・シャバブ・リヤドの監督に就任。
2024年12月、ウルヴァーハンプトン・ワンダラーズFCの監督に就任。

## タイトル

### 指導者
FCポルト
- スーペル・リーガ：2回（2011-12、2012-13）
- スーペルタッサ・カンディド・デ・オリベイラ：2回（2011、2012）

オリンピアコスFC
- ギリシャ・スーパーリーグ：1回（2014-15）
- キペロ・エラーダス：1回（2014-15）

上海上港集団足球倶楽部
- 中国サッカー・スーパーリーグ:1回（2018）
- 中国サッカー・スーパーカップ:1回（2019）

## 監督成績
| クラブ           | 就任           | 退任           | 記録 | 記録 | 記録 | 記録 | 記録   |
| クラブ           | 就任           | 退任           | 試合 | 勝   | 分   | 負   | 勝率 % |
| ---------------- | -------------- | -------------- | ---- | ---- | ---- | ---- | ------ |
| サンタ・クララ   | 2008年6月1日   | 2010年6月3日   | 69   | 31   | 21   | 17   | 044.93 |
| ポルト           | 2011年6月22日  | 2013年6月7日   | 92   | 64   | 16   | 12   | 069.57 |
| アル・アハリ     | 2013年7月1日   | 2014年5月4日   | 37   | 19   | 10   | 8    | 051.35 |
| オリンピアコス   | 2015年1月8日   | 2015年6月10日  | 20   | 12   | 5    | 3    | 060.00 |
| フェネルバフチェ | 2015年6月11日  | 2016年8月15日  | 62   | 38   | 15   | 9    | 061.29 |
| 1860ミュンヘン   | 2017年1月1日   | 2017年5月31日  | 20   | 6    | 3    | 11   | 030.00 |
| 上海上港         | 2017年12月13日 | 2020年12月31日 | 118  | 69   | 27   | 22   | 058.47 |
| フェネルバフチェ | 2021年7月2日   | 2021年12月20日 | 25   | 11   | 7    | 7    | 044.00 |
| コリンチャンス   | 2022年2月23日  | 2022年12月31日 | 64   | 26   | 21   | 17   | 051.56 |
| フラメンゴ       | 2023年1月3日   | 2023年4月11日  | 21   | 12   | 2    | 7    | 060.32 |
| 合計             | 合計           | 合計           | 531  | 294  | 129  | 108  | 055.37 |